# Антоніу (король Португалії)
Анто́ніу (порт. António; 1531–1595) — король Португалії (1580; частина істориків не визнає його за короля). Пріор Кратський (до 1580). Представник Авіської династії. Народився в Лісабоні, Португалія. Позашлюбний син португальського інфанта, безького герцога Луїша від коханки Віоланти з числа нових християн. Онук португальського короля Мануела I. Небіж португальських королів Жуана III й Енріке.
Після смерті короля Енріке був проголошений на кортесах новим королем Португалії, хоча не мав на це законних підстав. Правив з 19 червня по 25 серпня. Вступив у конфлікт із кастильським королем Феліпе II, що вважав себе легітимним монархом Португалії й вислав до Лісабона війська на чолі з герцогом Альбою. Зазнав поразки у битві при Алькантаре. Прихопивши із собою королівську скарбницю, закріпився на Азорських островах, де оголосив себе королем, карбував свою монету.
Намагався отримати допомогу Франції або Англії. Незабаром вигнаний з островів, останні роки життя провів у Парижі.

## Родина
Коханка — Ана де Барбоса
Діти:
- Філіпа (1560-?)
- Луіза (1562-?)
- Афонсо (1566-?)
- Мануел (1568—1638)
- Кристоф (1573—1638)
- Педро (1575-?)
- Дініш (1576-?)
- Віоланта (1577—1602)
- Антонія (1578—1602)
- Жуан (1579-?)